# Кинелијер
Кинелијер (фр. Cunelières) је насељено место у Француској у региону Франш-Конте, у департману Територија Белфор.
По подацима из 2011. године у општини је живело 298 становника, а густина насељености је износила 147,52 становника/km².

## Демографија
| 1962. | 1968. | 1975. | 1982. | 1990. | 2011. |
| ----- | ----- | ----- | ----- | ----- | ----- |
| 77    | 94    | 116   | 157   | 204   | 298   |